# Bharatpur (Staat)

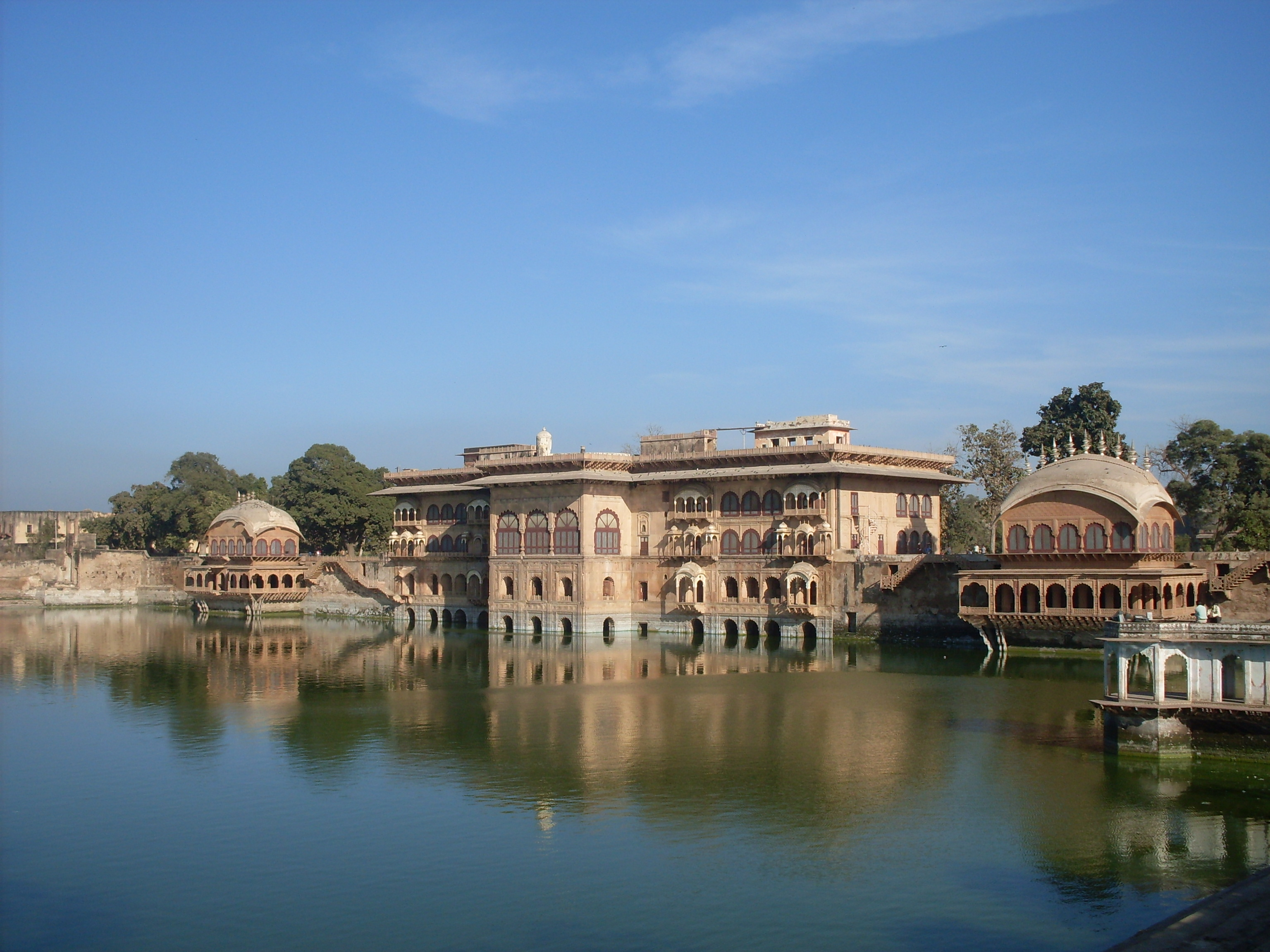
Palast von Deeg

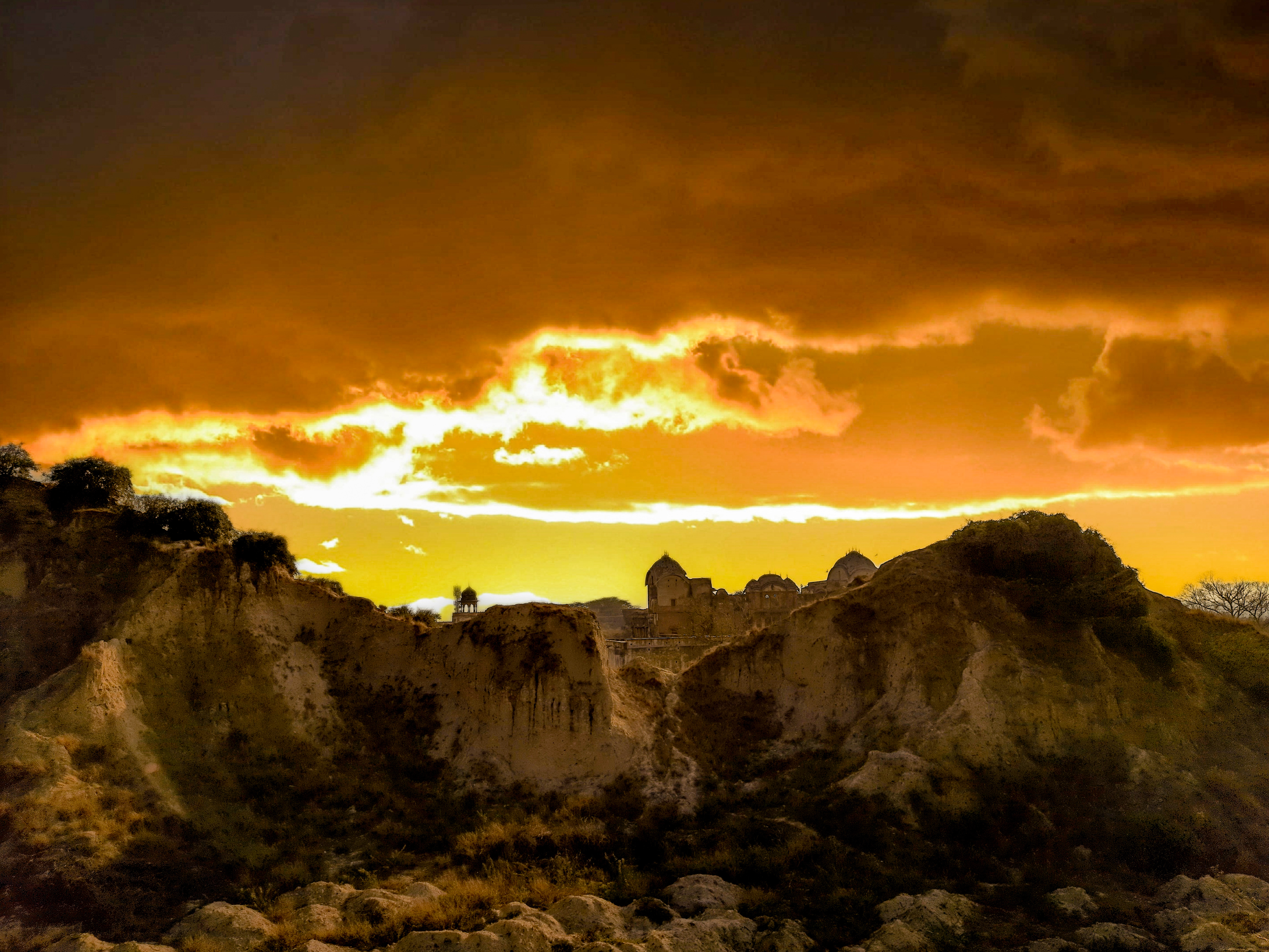
Festung von Deeg

Bharatpur (Hindi: भरतपुर, Bharatpur) war einer der Fürstenstaaten der Rajputen im heutigen Rajasthan (Britisch-Indien), benannt nach der gleichnamigen Hauptstadt. 

## Geschichte
Jat Baija, Lehensinhaber des Dorfes Sansani gelang es in den Ende des 17. Jahrhunderts durch den Niedergang der Macht der Großmoguln ausgelösten Wirren, sein Gebiet zu vergrößern und sich weitgehend unabhängig zu machen. Sein Nachkomme, der Thakur Badan Sing (1722–55), baute die Festungen Deeg und Bharatpur und nannte sich ab 1752 Raja von Bharatpur. Raja Suraj Mal (1756–63) führte Krieg teils mit, teils gegen die Marathen und nahm den Maharaja-Titel an.
1805 scheiterte die Belagerung Bharatpurs durch die Briten im Zweiten Marathenkrieg.
Von 1828 bis 1947 war Bharatpur britisches Protektorat. Der Fürstenstaat hatte 1941 eine Fläche von 5123 km² und 560.000 Einwohner. Er trat am 17. März 1948 der Matsayas Union bei. Am 7. April 1949 schloss er sich Indien an und wurde am 15. Mai 1949 in den Bundesstaat Rajasthan eingegliedert. Am 1. November 1956 erfolgte die Auflösung des Fürstenstaats.
Das ehemalige Jagdrevier des Maharaja war der heutige Keoladeo-Nationalpark.